# Jaimie Vokia
Jaimie Lency Vokia est un homme politique salomonais.

## Biographie
Candidat malheureux pour le Parti démocrate unifié aux élections législatives de 2014 dans la circonscription de Guadalcanal nord-est, il remporte cette circonscription à celles de 2019, cette fois comme candidat sans étiquette, en battant l'ancien Premier ministre Derek Sikua. Il siège comme simple député de la majorité parlementaire du gouvernement de Manasseh Sogavare, et est le vice-président de la commission parlementaire qui propose avec succès la rupture des relations diplomatiques du pays avec Taïwan pour reconnaître la république populaire de Chine. En février 2020, son élection est cassée par la Haute Cour, qui le reconnaît coupable d'avoir corrompu des électeurs,. Sa destitution entraîne une élection partielle. Son épouse Ethel Vokia s'y présente ; le couple suit ainsi l'exemple de Vika Lusibaea, candidate à l'élection de 2012 due à la destitution de son mari Jimmy Lusibaea (en) pour violences, et Lanelle Tanaganda qui est candidate après la destitution de son mari Jimson Tanaganda. Ethel Vokia remporte le siège, et ne se représente pas aux élections législatives de 2024, cédant la place à son époux. Candidat pour le parti Kadere, Jaimie Vokia retrouve son siège avec seulement quarante voix d'avance sur son plus proche concurrent. 
Seul élu de ce parti, il intègre un gouvernement de coalition mené par Jeremiah Manele, qui le nomme ministre de la Gouvernance traditionnelle, de la Paix et des Affaires éclesiastiques.